# Martin-Luther-Kirche (Schwarzenbruck)
Die Martin-Luther-Kirche ist eine evangelische Kirche im mittelfränkischen Ort Schwarzenbruck. Die Adresse der Kirche lautet Flurstraße 4, 90592 Schwarzenbruck.
Das Kirchengebäude ist ein Saalbau mit Satteldach. Die Chorturmanlage besteht aus Sandsteinquadern, der Turm hat ein Fachwerkobergeschoss mit einem Spitzhelm.
Es entstand 1955 nach Planungen des Architekturbüros Lincke.
Vorbild für die Kirche war die Michaelskirche in Rasch. Das Fenster über dem Altar besteht aus vielfarbigem Glanz. Es zeigt ein Lamm auf der Weltkugel mit einer Siegesfahne und das Blut des Lammes fließt in den Abendmahlkelch. Leuchter auf dem Altar und Lampen an den Chorwänden stellen einen Hinweis auf die zwölf Apostel dar. Die Tür zur Sakristei ist niedrig gehalten und erinnert, Hochmut und Stolz abzulegen. Über dem Eingangstor ist die Lutherrose in den Stein gehauen. Die nebenan befindliche Friedhofshalle, die der Gemeinde gehört, wurde in der NS-Zeit aus Steinen der abgebrochenen Nürnberger Synagoge am Hans-Sachs-Platz errichtet. Die Steine der Kirche entstammen dem abgebrochenen Kramer-Klett-Palais, dem einstigen Wohnsitz des Gauleiters Julius Streicher.
Kanzel und Taufstein sind aus Wesersandstein gefertigt. 

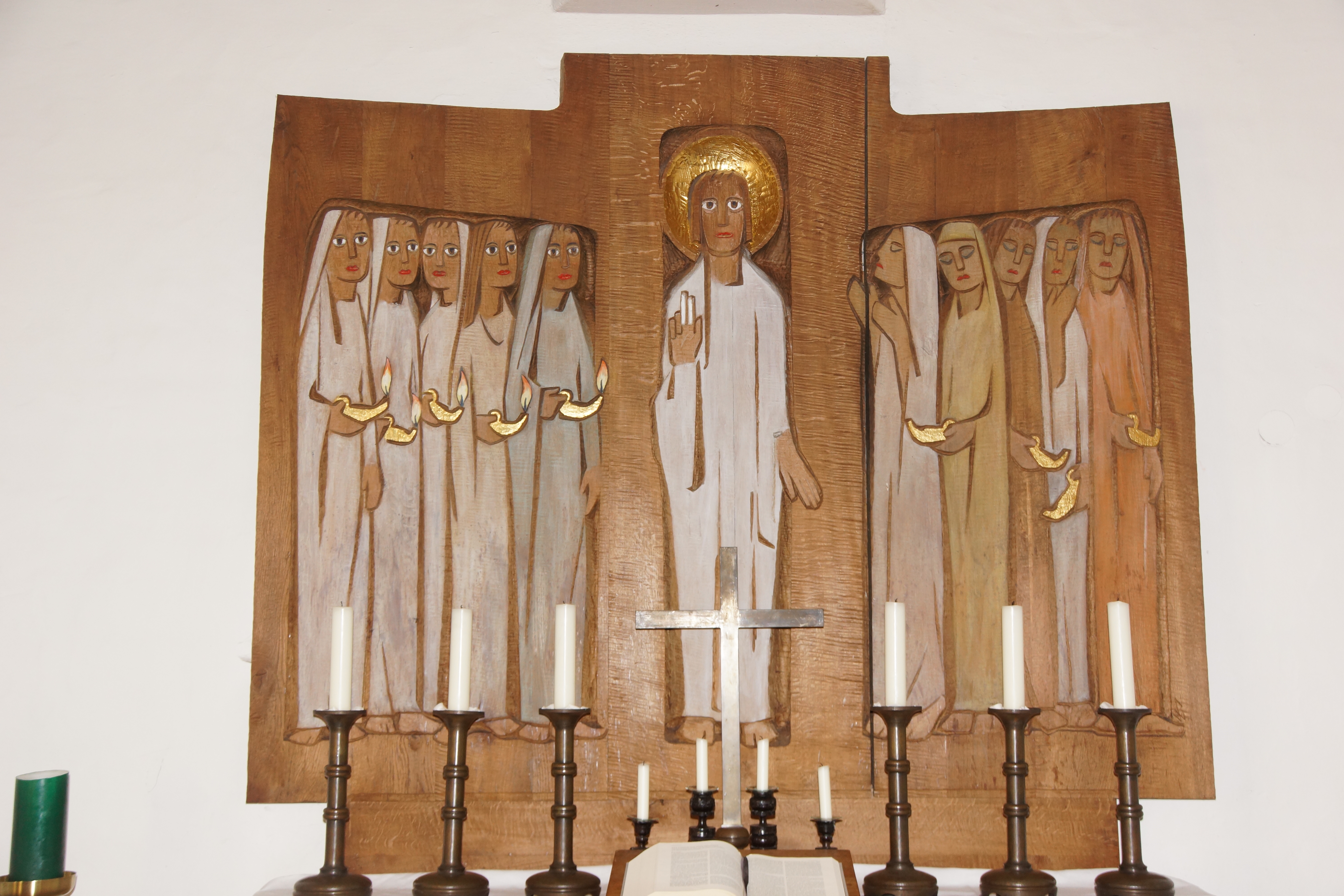
Altar mit dem Gleichnis von den klugen und törichten Jungfrauen

Das Altarbild zeigt das Gleichnis von den klugen und törichten Jungfrauen sowie ein Kreuz und eine Tür, durch die Christus kommt.
Die Kirche ist ein geschütztes Baudenkmal.